# Heritiera
Heritiera je rod rostlin z čeledi slézovité. Jsou to stromy se střídavými, jednoduchými nebo dlanitě složenými listy a často s kořenovými náběhy. Květy jsou uspořádané v bohatých úžlabních květenstvích, plody jsou oříšky nebo křídlaté samary. Rod zahrnuje 40 druhů a je rozšířen v tropech Starého světa. Nejvíce druhů roste v jihovýchodní Asii. Druh Heritiera littoralis je charakteristickou složkou mangrovů.
Stromy rodu Heritiera poskytují tvrdé a trvanlivé dřevo. Některé druhy jsou využívány v domorodé medicíně.

## Popis
Zástupci rodu Heritiera jsou jednodomé stromy se střídavými, jednoduchými nebo dlanitě složenými, celokrajnými, tenkými až kožovitými listy, často nahloučenými na koncích větví. Řapík je na obou koncích ztlustlý. Spodní strana listů a mladé větévky bývají pokryté přitisklými šupinkami. Stromy mají často u paty kmene tenké kořenové náběhy. Kůra je bez šťávy. Květy jsou velmi drobné, jednopohlavné, uspořádané v mnohokvětých, úžlabních vrcholících nebo latách.
Kalich je zvonkovitý až baňkovitý, se 4 až 6 laloky. Koruna chybí. V samčích květech je 4 až 20 tyčinek, krátký androgynofor a sterilní semeník (pistillodium). Semeník v samičích květech je srostlý ze 3 až 5 plodolistů obsahujících po 1 vajíčku. Čnělka je krátká a nese drobounkou bliznu. Při bázi semeníku jsou sterilní tyčinky (staminodia).
Plody jsou dřevnaté nebo kožovité, nepukavé, jednosemenné, buď kýlnaté oříšky nebo křídlaté plody typu samara.

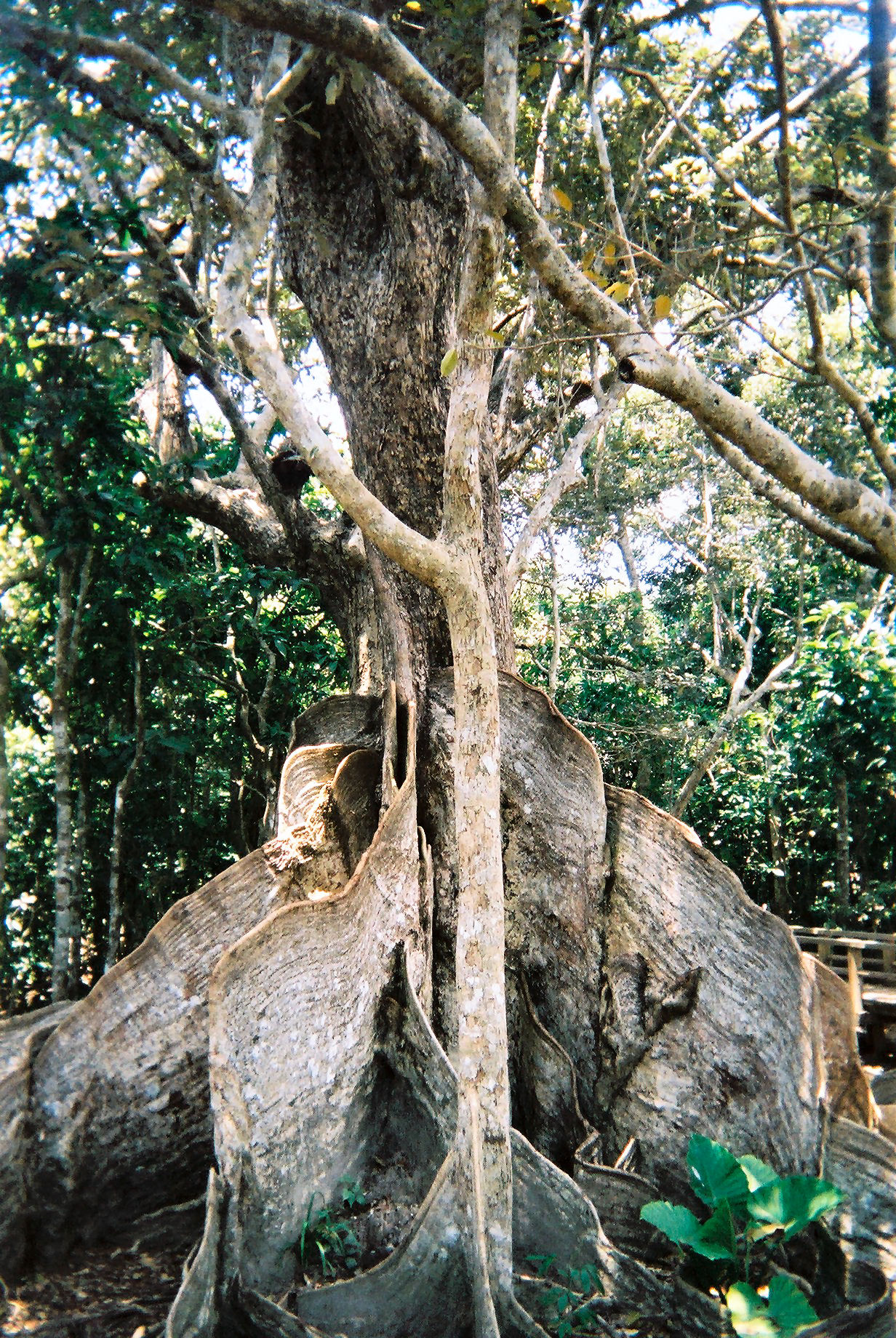
Mangrovový druh Heritiera littoralis s nápadnými kořenovými náběhy
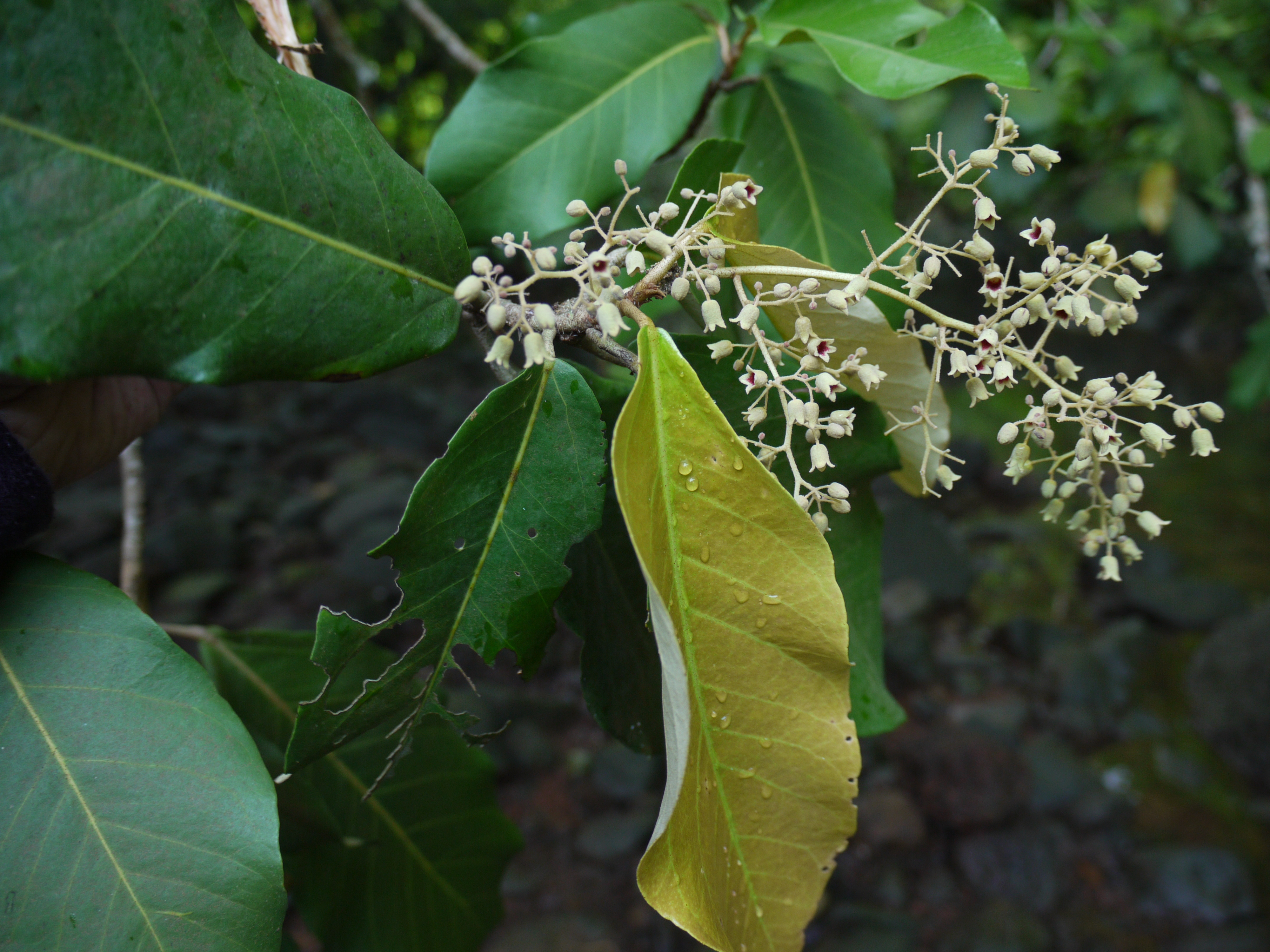
Květenství Heritiera littoralis
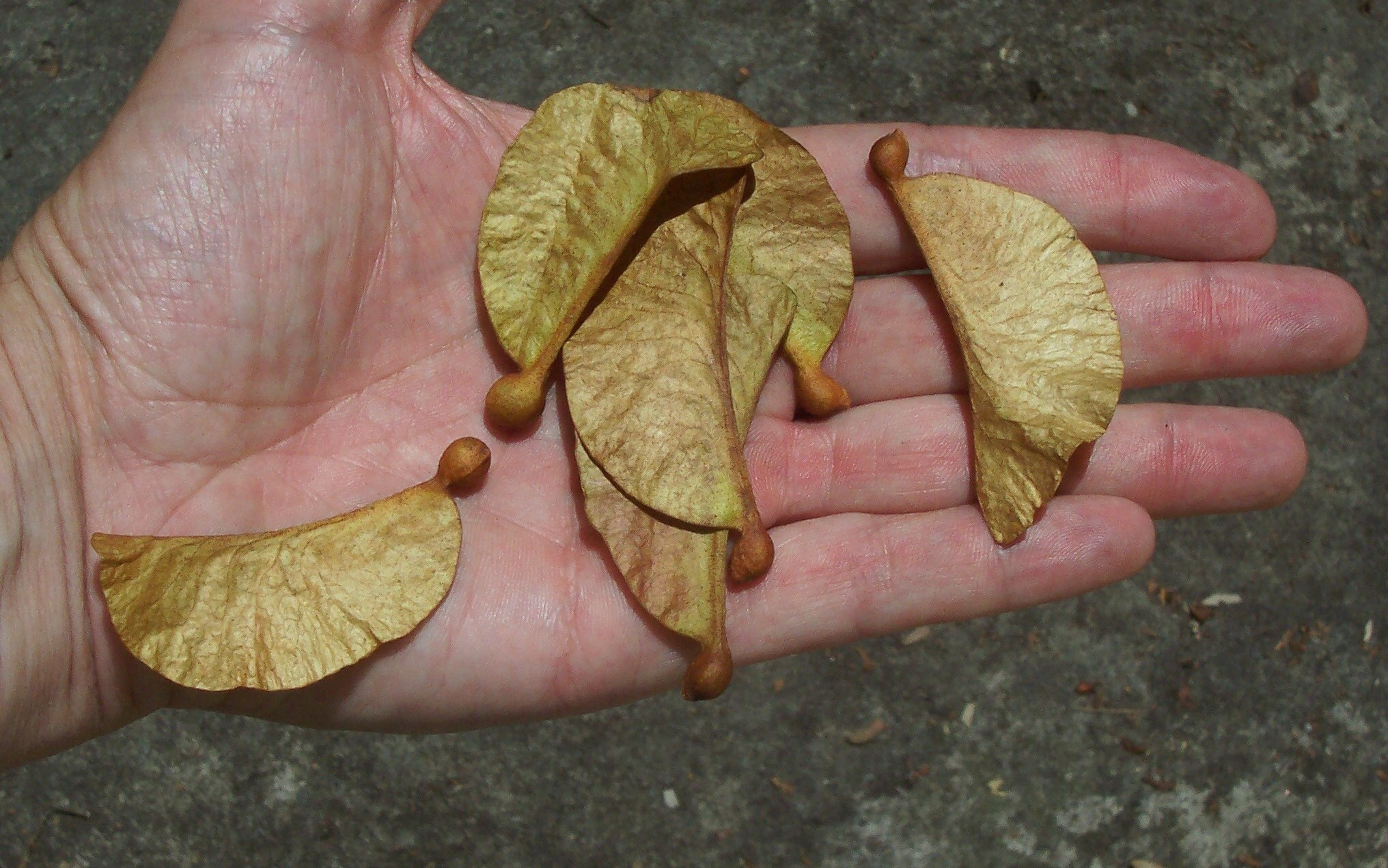
Plody Heritiera trifoliata
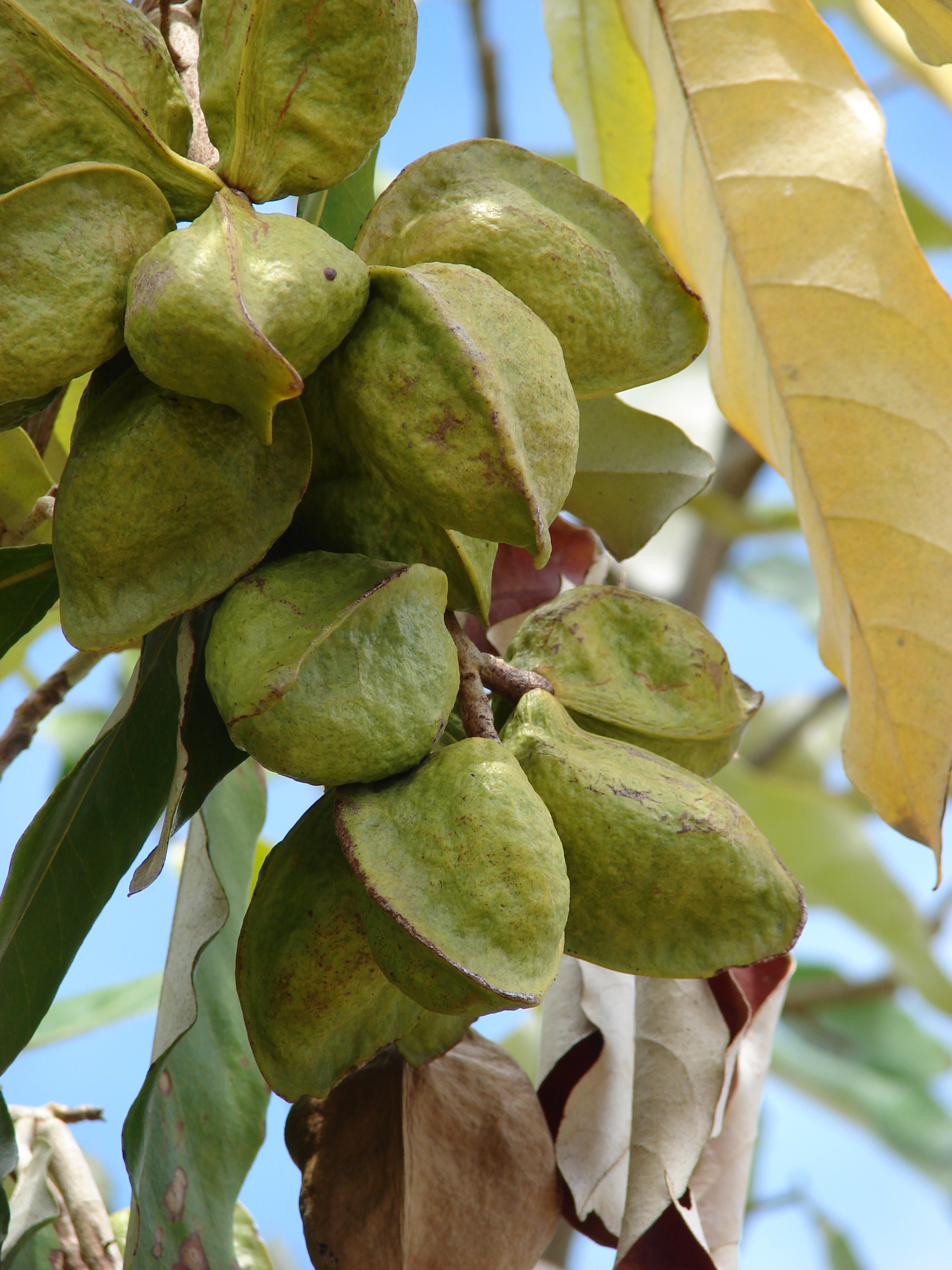
Plodenství Heritiera littoralis

## Rozšíření
Rod Heritiera zahrnuje 40 druhů a je rozšířen v tropech Starého světa. Nejrozsáhlejší areál má mangrovový druh Heritiera littoralis, který je nespojitě rozšířen na pobřežích tropické Asie, Austrálie, Tichomoří, východní Afriky a Madagaskaru, byl introdukován také na Havaj a do Polynézie. Je to jediný druh rodu, zastoupený jak v Asii, tak i v Africe. Centrum druhové diverzity je v jihovýchodní Asii, odkud je uváděno asi 20 druhů. Na samotném Borneu roste 9 druhů, z toho 7 endemických. V Indočíně roste 9 druhů.
V Austrálii roste mimo H. littoralis jen H. actinophylla, která je endemitem Queenslandu. Druh H. longipetiolata je endemitem tichomořského souostroví Mariany, H. ornithocephala roste na souostrovích Fidži, Niue a Tonga. Dva druhy jsou uváděny z Nové Guineje. V Číně rostou 3 druhy, rovněž v severovýchodní Indii (Assam, Bangladéš).
V Africe se vyskytují pouze 3 druhy. Mimo výše zmíněné H. littoralis je to H. utilis v západní rovníkové Africe a H. densiflora v Gabonu.
Některé druhy jsou svým výskytem vázány na mořská pobřeží a ústí řek, řada druhů však roste i daleko od pobřeží.

## Ekologické interakce
Květy navštěvují podle studie dvou druhů ze Sarawaku brouci, zejména nosatci a mandelinky.
Plody druhů rostoucích na mořském pobřeží nebo v blízkosti řek mají houbovité oplodí a jsou uzpůsobeny šíření vodou. Křídlaté plody jsou šířeny větrem.
Heritiera littoralis je v tropické Asii živnou rostlinou pohledného modráskovitého motýla Arhopala pseudocentaurus, v Austrálii druhu Arhopala micale. Listy stromů tohoto rodu se živí také housenky řady druhů různých můr.

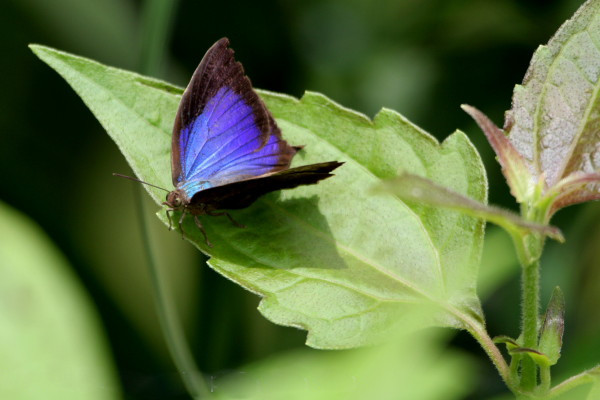
Modrásek Arhopala pseudocentaurus
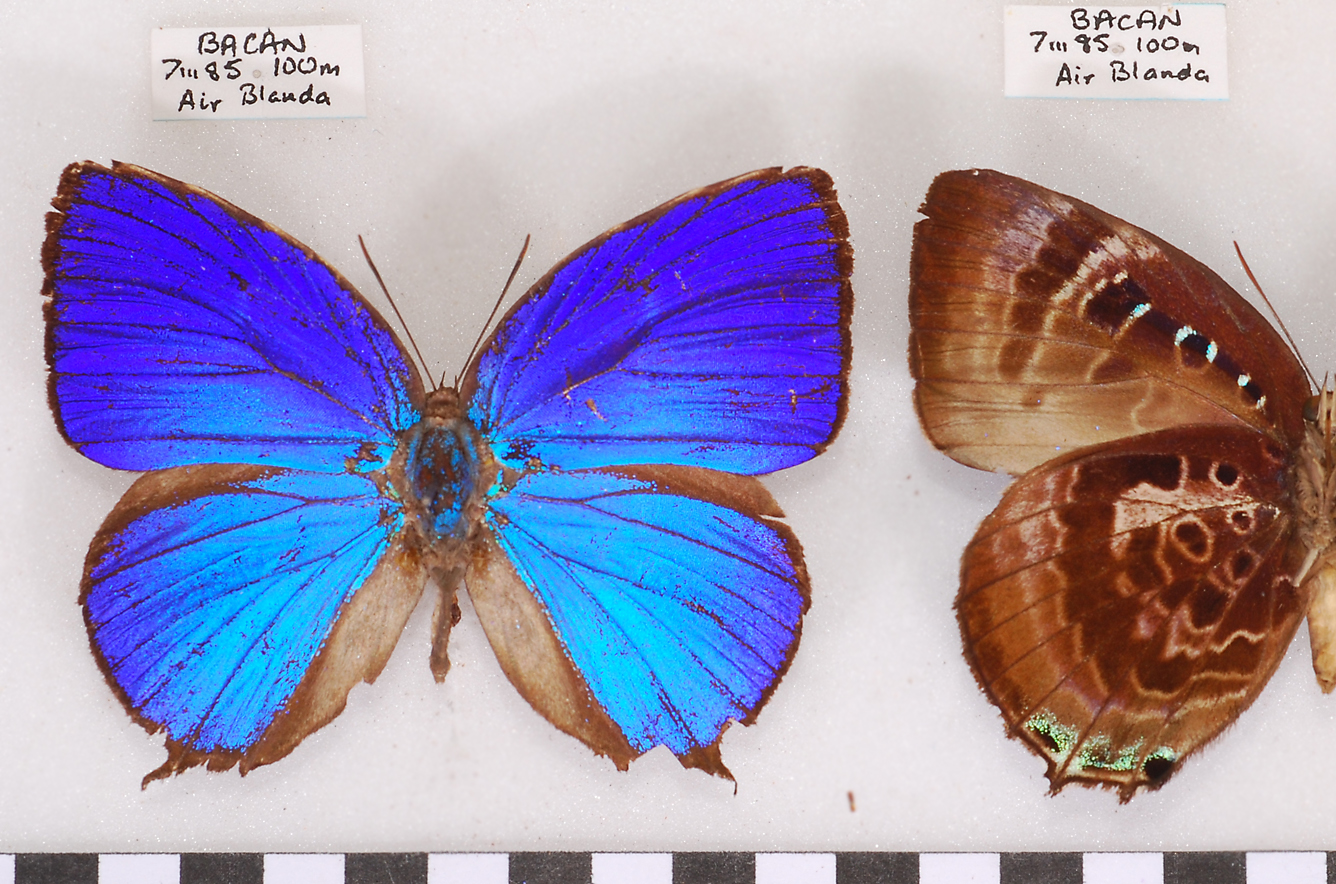
Arhopala micale

## Taxonomie
Rod Heritiera je v rámci čeledi Malvaceae řazen do podčeledi Sterculioideae. V monografii, vydané v roce 1959, byly do rodu Heritiera vřazeny rody Argyrodendron a Tarrietia. Nejblíže příbuzným rodem je dle výsledků fylogenetických studií rod Sterculia (lejnice).

## Význam
Stromy rodu Heritiera jsou těženy pro tvrdé a odolné dřevo.
Dřevo Heritiera littoralis je v Malajsii obchodováno pod jménem dungun. Jádrové dřevo je značně tvrdé a těžké, středně trvanlivé, červenohnědé až tmavohnědé. Je využíváno ke stavbě lodí a člunů, krytých staveb, na násady, podlahy aj. Dřevo Heritiera minor je ve východní Indii nejčastěji používaným materiálem ke stavbě lodí. Je velmi pevné a trvanlivé a slouží také ke stavbě těžkých konstrukcí. Je známo pod názvem sundri.
Pryskyřice z kůry Heritiera fomes je používána při onemocněních úst, pasta z kůry na otoky.
Odvar ze semen Heritiera littoralis se podává při průjmech a úplavici, pasta z listů se aplikuje na čelo při bolestech hlavy.

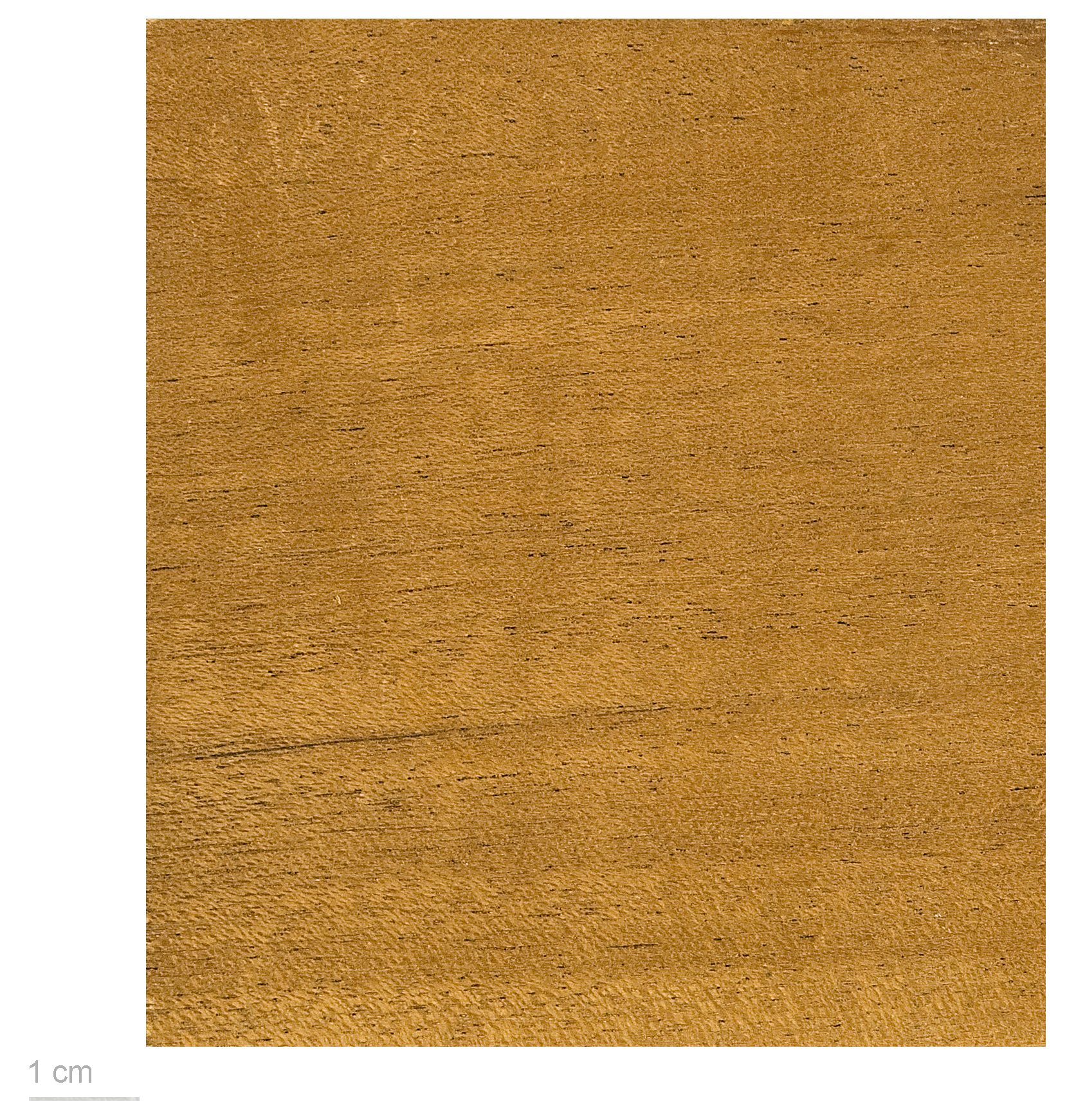
Dřevo Heritiera utilis